# HP-28

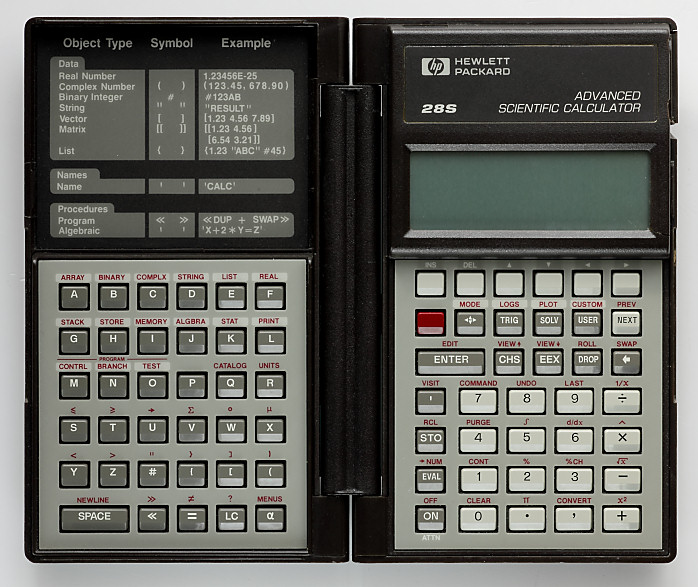
HP-28S

La HP-28 es una calculadora gráfica y programable de "bolsillo". Tiene pantalla de cristal líquido matricial. Tiene un diseño peculiar, como un librito que se abre, en el diseño es idéntica a su hermana la HP-18C. Se puede abatir completamente la parte izquierda.
Aunque Casio fue la primera compañía en sacar al mercado una calculadora gráfica, con funciones ya preprogramadas para representar y analizar funciones, La HP-28C, que fue la primera calculadora gráfica de Hewlett Packard, fue mucho más avanzada, es el modelo que transformó totalmente el concepto de calculadora programable. 

## Características
Es la primera que está programada en un lenguaje de alto nivel, el RPL (Esta máquina utiliza una versión avanzada de la notación polaca inversa (RPN). Se dispone de una pila con más de cuatro niveles, sólo limitado por la cantidad de memoria disponible. En la pila se puede almacenar cualquier tipo de datos de los que puede manipular la máquina (reales, complejos, binarios, listas, matrices, cadenas de caracteres, expresiones algebraicas, programas). Los programas se almacenan en variables, como si se trataran de un tipo de datos más. Estamos hablando de variables, como si de un ordenador se tratara, en vez de memorias, puesto que cada variable puede tener cualquier nombre. 
Es una máquina muy completa con un único defecto: sus escasos 2 KB. HP enseguida lo comprendió y sacó al mercado la HP-28S, con 32 KB.